# Parlamentswahl in Neuseeland 2008
- Progressive: 1
- Labour: 43
- Green: 9
- Māori: 5
- UF: 1
- ACT: 5
- National: 58

Die Parlamentswahlen in Neuseeland 2008 fanden am 8. November 2008 um die 120 Sitze des House of Representatives statt. Die New Zealand National Party, geführt von John Key, erreichte mit Abstand den größten Anteil der Sitze. Sie bildete mit Hilfe von ACT New Zealand, United Future New Zealand und der Māori Party eine Regierung. Die zuvor für neun Jahre regierende New Zealand Labour Party ging damit in die Opposition. Am 19. November 2008 wurde John Key als Nachfolger von Helen Clark in das Amt des Premierministers von Neuseeland vereidigt.

## Wahlergebnisse

### Wahlergebnisse insgesamt
| Partei | Partei           | Partei-Abstimmung | Partei-Abstimmung | Partei-Abstimmung | Wahlkreise gewonnen | Sitze gewonnen  | Sitze gewonnen |
|        | Name             | Stimmen           | Prozentsatz       | +/-               | Wahlkreise gewonnen | Sitze insgesamt | +/-            |
| ------ | ---------------- | ----------------- | ----------------- | ----------------- | ------------------- | --------------- | -------------- |
|        | National         | 1.053.398         | 44,93             | +5,83             | 41                  | 58              | +10            |
|        | Labour           | 796.880           | 33,99             | −7,11             | 21                  | 43              | −7             |
|        | Green            | 157.613           | 6,72              | +1,42             | 0                   | 9               | +3             |
|        | ACT              | 85.496            | 3,65              | +2,14             | 1                   | 5               | +3             |
|        | Māori            | 55.980            | 2,39              | +0,27             | 5                   | 5               | +1             |
|        | Progressive      | 21.241            | 0,91              | −0,25             | 1                   | 1               | 0              |
|        | United Future    | 20.497            | 0,87              | −1,80             | 1                   | 1               | −2             |
|        | anderen Parteien | 153.461           | 6,51              | +5,32             | 0                   | 0               | −7             |
|        | gesamt           | 2.344.566         | 100,00            |                   | 70                  | 122             | +1             |